# Orlando Rubén Yáñez Alabart
Orlando Rubén Yáñez Alabart (Lloret de Mar, La Selva, 12 d'octubre de 1993) és un futbolista professional català que juga com a porter pel Real Sporting de Gijón.

## Carrera esportiva
El 2010, a 17 anys, va ingressar al planter del Reial Madrid CF procedent del Girona FC. Va debutar com a sènior la temporada 2012–13, jugant 26 partits amb el Reial Madrid C a segona B. El juliol de 2013, Yáñez fou promocionat al Reial Madrid Castella, de segona divisió.
El 8 de setembre de 2013 Yáñez va debutar com a professional jugant com a titular en una derrota a casa per 0–1 contra el CD Mirandés.
El 17 d'agost de 2017, Yáñez va signar contracte per quatre anys amb el Getafe CF, i fou immediatament cedit al Cadis CF per un any. Només va jugar sis partits durant la seva estada a Andalusia, tots en Copa del Rei.

### Màlaga
El 15 de juliol de 2022, poc després de deixar Getafe, Yáñez va signar contracte per tres anys amb el Màlaga CF de segona divisió. Suplent de Manolo Reina, va debutar el 3 de novembre en el 14è partit de la temporada, en una derrota per 2–1 contra l'FC Cartagena.

### Real Sporting de Gijón
L'estiu de 2023 va deixar enrere la seva etapa com a porter del Màlaga CF després que l'equip baixés a Primera RFEF. Va signar pel Real Sporting de Gijón, on va arribar per sustituir a Iván Cuéllar, qui no va ser renovat pel club asturià.
Actualment es troba disputant el torneig de lliga de la Segona Divisió amb el Sporting.

## Palmarès
Reial Madrid
- 2 Lligues de Campions: 2015–16,[7] 2016–17[8]
- 1 Supercopa d'Europa: 2016[9]
- 1 Campionat del món de clubs de la FIFA: 2016[10]
- 1 Lliga espanyola: 2016-17[11]